# طيران اختباري

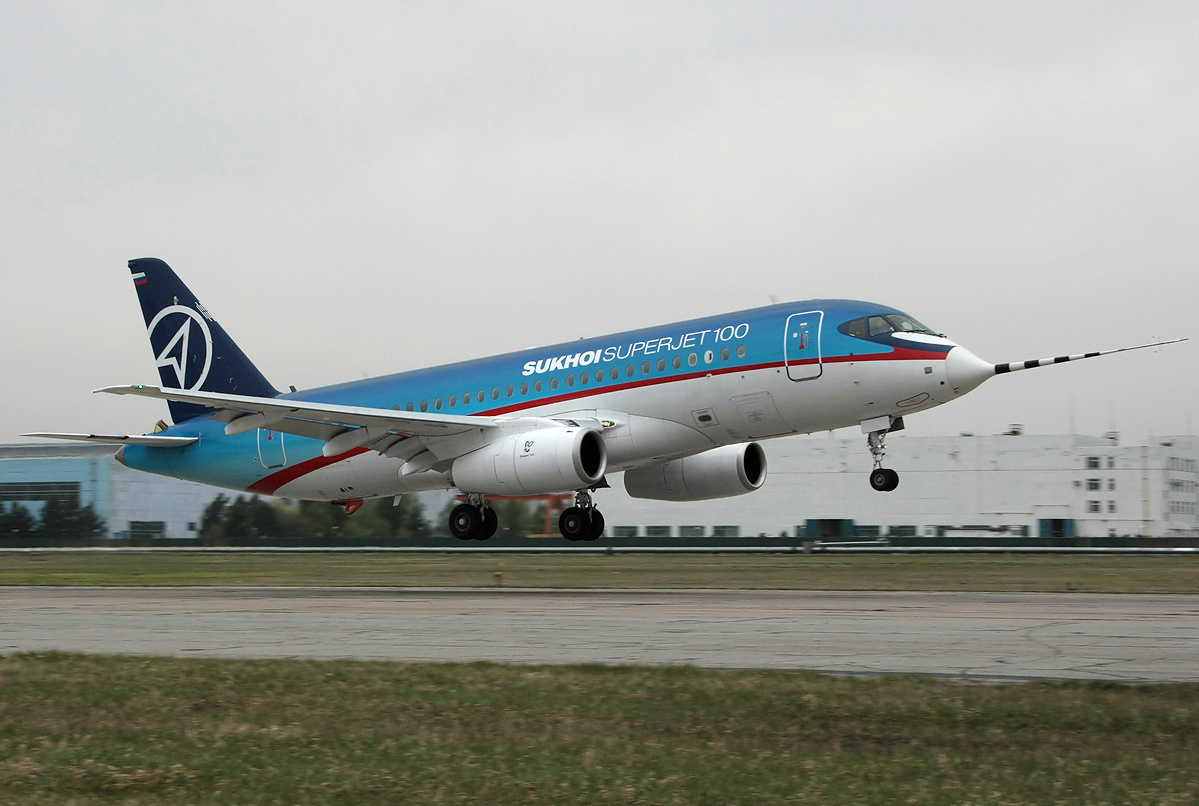

رحلة طيران اختياري هي رحلة طيران يتم اختبار طائرة ويعتبر جزء من هندسة الطيران والفضاء الجوي. يتم تطوير وجمع البيانات أثناء رحلة الطيران، ومن ثم تحلل البيانات لكي تعرف خصائص الطائرة أثناء الطيران ويتم التحقق من تصميمها بما فيها جوانب السلامة. أثناء رحلات اختيارية يقوم طيار اختبار بقيادة الطائرة بأسلوب دقيق لجمع البينات كما يطلب فريق الهندسة.